# 수유차

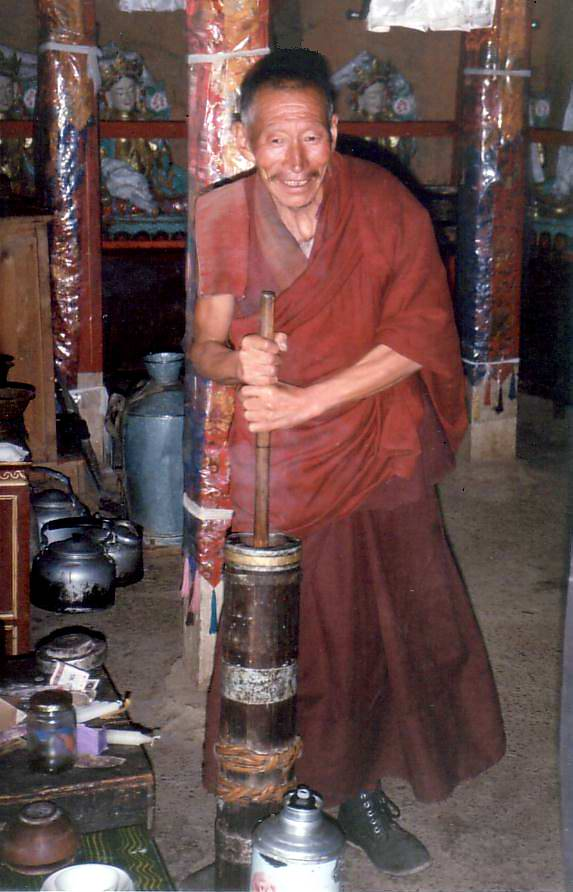
수유차를 만드는 승려

수유차(酥油茶) 또는 차 쉬 마(티베트어: ཇ་སྲུབ་མ)는 주로 티베트를 중심으로 한 아시아의 유목 민족 사이에서 마시는 차 음료의 총칭이다. 끓인 물에 버터, 소금 등을 넣어 만든다.

## 같이 보기
- 마살라 차이
- 수테 차이
- 티베트 요리